# Рождественка (Искитимский район)
Рождественка — упразднённый посёлок в Искитимском районе Новосибирской области. На момент упразднения входил в состав Гусельниковского сельсовета. Исключен из учётных данных в 1977 году.

## География
Посёлок располагался в истоке безымянного ручья притока ручья Скакун, в 6 км (по прямой) к юго-востоку от села Гусельниково.

## История
Посёлок был основан в 1910 году. В 1928 году посёлок Рождественский состоял из 70 хозяйств. В административном отношении входил в состав Гусельниковского сельсовета Легостаевского района Новосибирского округа Сибирского края. В посёлке размешалась школа 1-й ступени.
Решением Новосибирского облисполкома от 01.12.1977 г. № 799 посёлок исключен из учётных данных.

## Население
По переписи 1926 г. в поселке проживало 437 человек (80 мужчин и 69 женщин), основное население — русские